# Henry Augustus Smyth

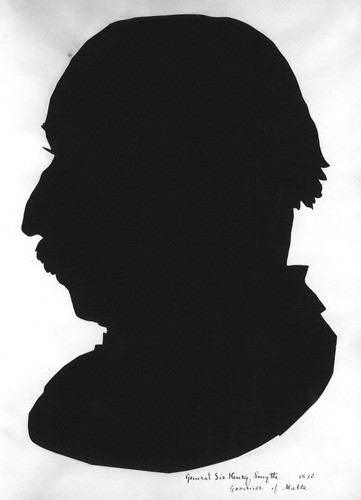
Henry Augustus Smyth, Scherenschnitt von Francis Smyth Baden-Powell, National Portrait Gallery, London

Sir Henry Augustus Smyth KCMG FSA FRGS (* 25. November 1825 in London; † 18. September 1906 in Stone) war ein britischer Offizier.
Henry Augustus Smyth wurde als dritter von drei Söhnen von Admiral William Henry Smyth und seiner Frau Annarella geboren. Sein Vater war ein bekannter Offizier der Royal Navy und Astronom, seine Mutter die Tochter der britischen Konsuls in Neapel Thomas Warington. Außer den Söhnen hatte die Familie noch sechs Töchter. Seine älteren Brüder waren der Geologe Warington Wilkinson Smyth und der Astronom Charles Piazzi Smyth. Seine Schwester Henriettea heiratete den Mathematiker und Theologen Baden Powell, seine Schwester Rosetta William Henry Flower. Henrietta Grace Smyth und Baden Powell sind die Eltern von Warington Baden-Powell, Robert Baden-Powell, Agnes Baden-Powell und Baden Baden-Powell. William Henry Flower und Georgiana Rosetta sind die Eltern von Stanley Smyth Flower.

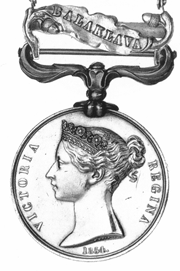
Crimea War Medal

Smyth erhielt seine schulische Ausbildung von 1834 bis 1840 an der Bedford School und trat 1841 an der Royal Military Academy in Woolwich in den Militärdienst ein. Am 20. Dezember 1843 wurde er zum Second Lieutenant der Royal Artillery ernannt, zwei Jahre später zum Lieutenant befördert. Von 1847 bis 1851 tat er auf den Bermudas Dienst. Mit Beförderung zum Second Captain im August 1851 wurde er nach Halifax im damals zum britischen Empire gehörenden Neuschottland versetzt, daran schloss sich von 1854 bis 1855 Dienst auf Korfu an. Am 1. April des Jahres wurde er schließlich zum Captain befördert und mit seiner Batterie auf die Krim verlegt. Seine Batterie nahm im Bestand der Zweiten Division an der Belagerung und Erstürmung von Sewastopol teil. Smyth verblieb mit seiner Batterie auch nach Abschluss des Pariser Friedens bis zum Juli 1856 auf der Krim. Für seine Dienste wurde er mit der britischen und der türkischen Krim-Medaille ausgezeichnet.
Die nächsten fünf Jahre wurde Smyth im Heimatland, hauptsächlich in Shorncliffe, verwendet. Nach den durch die Trent-Affäre ausgelösten diplomatischen Spannungen zwischen dem Vereinigten Königreich und den USA übernahm Smyth wieder seine Feldbatterie aus dem Krimkrieg und verlegte mit dieser nach New Brunswick. Noch in Kanada wurde er am 12. Februar 1863 zum Brevet-Major befördert, am 31. August 1865 schließlich zum Lieutenant-Colonel. Während seines Aufenthaltes auf dem amerikanischen Kontinent besuchte Smyth verschiedene Stätten des Sezessionskrieges. Er war beim Fall Richmonds anwesend, ebenso als einziger Ausländer bei der Kapitulation der Armee der Südstaaten. 1865 kehrte er nach England zurück. Seine Beobachtungen und Schlussfolgerungen aus dem Sezessionskrieg fanden später Eingang in die Vorschriften der Royal Artillery (Proceedings of the Royal Artillery Institution).
Von 1867 bis 1874 diente Smyth in Indien. Dort wurde er am 31. August 1870 zum Brevet-Colonel befördert. 1872 überwachte eine Kommission unter seiner Führung die Einführung von Geschützen mit Bronzerohren bei der Feldartillerie in Indien. Die Kommission ließ auch verschiedene Versuche zur Nutzung indischen Schießpulvers anstellen. Seine Verdienste um die Artillerie der indischen Armee wurden im Mai 1874 durch den Generalgouverneur hervorgehoben. Am 16. Januar 1875 wurde Smyth zum regulären Oberst befördert. Gleichzeitig wurde er nach Deutschland abgeordnet, um als Beobachter an den Herbstmanövern des Deutschen Heeres teilzunehmen. Seine Erkenntnisse aus diesen Beobachtungen flossen ebenfalls in die Proceedings of the Royal Artillery Institution ein. Bereits 1870/71 hatte Smyth, aus Indien abgeordnet, einige Operationen des Deutsch-Französischen Krieges beobachtet. Ab 1876 führte Smyth die Artillerie in Sheerness, anschließend von 1877 bis 1880 war er Artillerieführer im Southern District. Er war in dieser Zeit an der Überarbeitung der Einsatzgrundsätze der Artillerie beteiligt, hervorgerufen unter anderem durch die Einführung von Geschützen mit gezogenem Rohr und von Haubitzen. 1876 und 1887 erhielt er jeweils die Goldmedaille der Royal Artillery Institution für seine Beiträge zu Überarbeitung der taktischen und Ausbildungsvorschriften der Field Artillery.
Von 1881 bis 1883 war Smyth Mitglied des ordnance committee in Woolwich. Dieses Komitee beschäftigte sich mit verschiedenen technischen Fragen der Artilleriebewaffnung und sprach Empfehlungen für die British Army, aber auch für die Royal Navy, für deren Artilleriebewaffnung das Komitee ebenfalls zuständig war, aus. Während seiner Zugehörigkeit zu diesem Gremium wurde beispielsweise Stahl als Material für Geschützrohre eingeführt. 1882 wurde Smyth zum Major-General befördert und Kommandant der Garnison und des Militärbezirkes in Woolwich. Am 1. November 1886 wurde er zum Lieutenant-General befördert.
Obwohl mittlerweile über sechzig Jahre alt, erhielt Smyth im Jahr 1887 nochmals ein Truppenkommando als Oberbefehlshaber der britischen Truppen in Südafrika. Kurz nach seiner Ankunft schlug er einen Aufstand in Zululand nieder, das formal 1887 annektiert worden war. Im Ergebnis der Niederschlagung des Aufruhrs flohen die meisten Zulu in die Kapprovinz, wo sie sich zerstreuten. Der Rädelsführer, Dinuzulu ka Cetshwayo, wurde nach St. Helena deportiert. 1889/90 amtierte Smyth zwischen der Abreise Hercules Robinsons und der Ankunft Henry Lochs für insgesamt acht Monate als Gouverneur der Kapkolonie. 1889 wurde Smyth Ritter des Order of St. Michael and St. George.
Bereits ein Jahr später wurde Smyth anlässlich seiner Ernennung zum Gouverneur und Oberkommandierenden (Governor and Commander-in-Chief) von Malta zum Knight Commander dieses Ordens ernannt. Am 19. Mai 1891 folgte seine Beförderung zum General. Sein fünfzigjähriges Dienstjubiläum bei der Royal Artillery wurde auf Malta feierlich begangen. Am Ende desselben Jahres verließ Smyth die Insel und trat in den Ruhestand. Er bezog das Haus seines Vaters, St. John’s Lodge in Stone, Buckinghamshire, welches er geerbt hatte.
Malta wurde am 17. Oktober 1894 zum Ehrenkommandanten (Colonel Commandant) der Royal Artillery ernannt. Er war ebenfalls Honorary Colonel der Royal Malta Militia, Justice of the peace für Buckinghamshire und Fellow der Society of Antiquaries of London und der Royal Geographical Society.
Smyth starb am 18. September 1906 in seinem eigenen Haus. Er ist auf dem Friedhof in Stone seinem letzten Wohnort, begraben. Er war seit dem 14. April 1874 mit Helen Constance verheiratet gewesen. Aus der Ehe gingen keine Kinder hervor.